# Sybra sumatrensis
Sybra sumatrensis là một loài bọ cánh cứng trong họ Cerambycidae.